# Patch
patch是Unix上的應用程式，由美國程式設計師拉里·沃尔（Larry Wall）於1985年所開發。它會利用一種名叫「patch file」（有時直接被稱為 patch）的文字檔案，來更新文字檔案。
patch file 可以由另一個 Unix上的應用程式 diff所產生，也可以由CVS，Subversion，Git等程式產生。

## 歷史
Patch專案最早由拉里·沃尔發起，在1985年5月在mod.sources (為comp.sources.unix的前身)上公布第一個穩定版本。之後這個專案被納入GNU計劃，由自由软件基金会負責開發與維護。

## 使用範例
要使用一個patch檔案, 可以在 shell直接執行以下命令:
```
$
 
patch
 
<
 
mods.diff

```